# Ortalis
Ortalis Merrem, 1786 è un genere di uccelli galliformi della famiglia Cracidae.

## Tassonomia
Il genere comprende le seguenti specie:
- Ortalis vetula (Wagler, 1830) - ciacialaca disadorno
- Ortalis cinereiceps G.R.Gray, 1867 - ciacialaca testagrigia
- Ortalis garrula (Humboldt, 1805) - ciacialaca alicastane
- Ortalis ruficauda Jardine, 1847 - ciacialaca culorossiccio
- Ortalis erythroptera P.L.Sclater & Salvin, 1870 - ciacialaca testarossiccia
- Ortalis wagleri G.R.Gray, 1867 - ciacialaca panciarossiccia
- Ortalis poliocephala (Wagler, 1830) - ciacialaca occidentale
- Ortalis canicollis (Wagler, 1830) - ciacialaca del chaco
- Ortalis leucogastra (Gould, 1843) - ciacialaca panciabianca
- Ortalis guttata (von Spix, 1825) - ciacialaca marezzato
- Ortalis araucuan (von Spix, 1825) - ciacialaca brasiliano
- Ortalis squamata Lesson, 1829 - ciacialaca squamato
- Ortalis columbiana Hellmayr, 1906 - ciacialaca colombiano
- Ortalis motmot (Linnaeus, 1766) - ciacialaca minore
- Ortalis ruficeps (Wagler, 1830) - ciacialaca testacastana
- Ortalis superciliaris G.R.Gray, 1867 - ciacialaca cigliacamoscio